# Jak to się robi z dziewczynami
Jak to się robi z dziewczynami – polski film fabularny (komedia) z 2002 roku, w reżyserii Przemysława Angermana.

## Fabuła
Dwójka przyjaciół Bogo i Rychu wkraczają w dorosłe życie, lecz nie potrafią sobie poradzić z kobietami. Bogo jest twardzielem, więc jest przekonany, że jego podryw jest skuteczny tylko nie zwraca uwagi na środki stosowane. Rychu jest marzycielem, który nie potrafi odnaleźć się w brutalnym życiu i nigdy nie miał dziewczyny. Przyjaciel Rycha chce mu pomóc w znalezieniu dziewczyny.

## Obsada
- Radosław Kaim − Bogo
- Krzysztof Prałat − Rychu
- Elżbieta Komorowska − Ada
- Małgorzata Foremniak − Mela
- Artur Barciś − Krystian
- Arkadiusz Jakubik − Bogaty Karol
- Andrzej Grabowski − Zenon
- Maciej Kozłowski − Długi
- Paulina Holtz − Magda
- Agnieszka Dygant − Żora
- Beata Kawka − Monika
- Zdzisław Wardejn − Ojciec Bogo
- Marian Glinka − Ojciec Ady
- Martyna Wojciechowska − Dziennikarka
- Iwona Rejzner − Szwedka
- Aleksandra Kisio − Laska